# Squamidium subheterophyllum
Squamidium subheterophyllum là một loài Rêu trong họ Meteoriaceae. Loài này được (Geh. & Hampe) Broth. ex Paris miêu tả khoa học đầu tiên năm 1909.